# Mohrra
Mohrra fou un estat tributari protegit, una thikana feudatària de Jodhpur governada per un rajput rathor del clan Udawat. L'estat fou concedit en jagir el 1905 pel thakur Sanwant Singh de Neemaj al seu fill Shiva Singh. Aquest va tenir per successor a Khushal Singh i aquest al seu torn a Guman Singh. Com altres estats d'aquest tipus va passar a l'estat indi el 1953.